# Euploea lewa
Euploea lewa är en fjärilsart som beskrevs av William Doherty 1891. Euploea lewa ingår i släktet Euploea och familjen praktfjärilar. Inga underarter finns listade i Catalogue of Life.